# Fossombronia marshii
Fossombronia marshii là một loài Rêu trong họ Fossombroniaceae. Loài này được J. R. Bray & Stotler mô tả khoa học đầu tiên năm 2010.